# 布雷米尔和沃鲁瓦
布雷米尔和沃鲁瓦（法語：Brémur-et-Vaurois，法語發音：[bʁemyʁ e voʁwa]）是法国科多尔省的一个市镇，属于蒙巴尔区。

## 地理
布雷米尔和沃鲁瓦（47°44'1"N, 4°36'16"E）面积9.31 平方千米，位于法国勃艮第-弗朗什-孔泰大區科多尔省，该省份为法国中东部省份，北起奥布省，西接涅夫勒省和约讷省，南至索恩-卢瓦尔省，东南接汝拉省，东临上索恩省，东北部与上马恩省接壤。
与布雷米尔和沃鲁瓦接壤的市镇（或旧市镇、城区）包括：塞纳河畔诺、奥里尼、塞纳河畔圣马克、瑟蒙、塞纳河畔艾塞、比索、舍曼代塞。

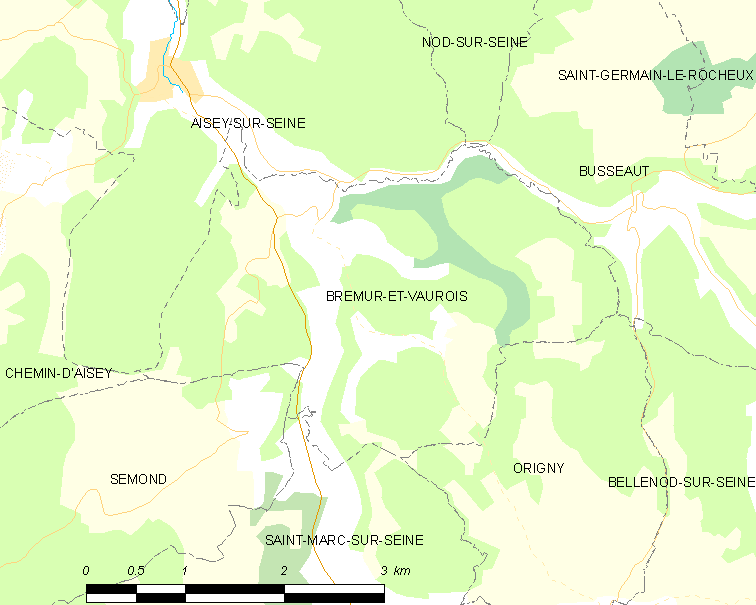
布雷米尔和沃鲁瓦的OSM定位图

布雷米尔和沃鲁瓦的时区为UTC+01:00、UTC+02:00（夏令时）。

## 行政
布雷米尔和沃鲁瓦的邮政编码为21400，INSEE市镇编码为21104。

## 政治
布雷米尔和沃鲁瓦所属的省级选区为塞纳河畔沙蒂永县。

## 人口

1962-2008年间布雷米尔和沃鲁瓦人口变化图示

布雷米尔和沃鲁瓦于2022年1月1日时的人口数量为44人。